# 布拉德利·史蒂芬·佩瑞
布拉德利·史蒂芬·佩瑞（Bradley Steven Perry，1998年11月23日—）是美國的一位演員。他最著名的作品是在迪士尼頻道電視劇我愛夏莉中飾演Gabe Duncan角色。